# .ss
.ss је највиши Интернет домен државних кодова (ccTLD) који је 10. августа 2011. године званично додељен за Јужни Судан. Тиме је замењен претходни домен .sd који је наследио северни Судан.